# Yvonne Brewster
Yvonne Brewster OBE (sinh ngày 7 tháng 10 năm 1938), nhũ danh Clarke, còn được gọi là Yvonne Jones Brewster, là một đạo diễn, giáo viên và nhà văn người gốc Jamaica. Bà cũng đồng sáng lập công ty sân khấu Talawa ở Anh và The Barn ở Jamaica.

## Tiểu sử
Sinh ra ở Kingston, Jamaica, Yvonne Brewster đã đến Vương quốc Anh để học kịch vào giữa những năm 1950 tại Đại học Rose Bruford - nơi bà là sinh viên kịch da màu đầu tiên của Vương quốc Anh - và tại Học viện Âm nhạc Hoàng gia, nơi bà nhận được một sự khác biệt trong Kịch và kịch câm. Bà trở về Jamaica để giảng dạy về Kịch và năm 1965, bà cũng cùng thành lập (với Trevor Rhone) The Barn ở Kingston công ty sân khấu chuyên nghiệp đầu tiên của Jamaica.
Khi trở về Anh, bà làm việc nhiều ở đài phát thanh, truyền hình và chỉ đạo cho các sản phẩm sân khấu. Từ năm 1982 đến 1984, bà là Cán bộ Kịch tại Hội đồng Nghệ thuật Vương quốc Anh. Năm 1985, bà đồng sáng lập Công ty Nhà hát Talawa với Mona Hammond, Carmen Munroe và Inigo Espejel, sử dụng nguồn tài trợ từ Hội đồng Greater London (sau đó do Ken Livingstone lãnh đạo). Brewster là giám đốc nghệ thuật của Talawa cho đến năm 2003, chỉ đạo sản xuất vở kịch CLR James của The Black Jacobins vào năm 1986 tại Riverside Studios là vở kịch đầu tiên được dàn dựng bởi công ty dẫn đầu đen, với Norman Beaton trong vai trò chính của Toussaint L'Ouverture. Một cột mốc khác đến vào năm 1991 khi bà chỉ đạo sản xuất vở kịch Antony and Cleopatra của William Shakespeare với sự góp mặt của các diễn viên da màu đầu tiên, với sự tham gia của Doña Croll và Jeffery Kisreeze.
Brewster là một người bảo trợ của Trung tâm Đổi mới Sân khấu Clive Barker.